# Zancleopsidae
Die Zancleopsidae sind eine ausschließlich im Meer lebende Familie der Hydrozoen (Hydrozoa) aus dem Stamm der Nesseltiere (Cnidaria). Es handelt sich um eine sehr kleine Familie mit derzeit nur sechs Arten in zwei Gattungen.

## Merkmale
Die Hydroidpolypen sind noch nicht bekannt. Die Meduse besitzt einen konischen bis domförmigen gerundeten Schirm ohne apikale Kammer. Das Manubrium ist breit-flaschenförmig mit einer quadratischen oder kreuzförmigen Basis. Der Mund ist karoförmig oder gerundet und kann Lippen aufweisen; diese können aber auch fehlen. Die Gonaden sind um das Manubrium herum angeordnet oder sitzen in vier interradialen Feldern. Sie weisen tiefe interradiale Furchen auf, die die ursprünglichen vier Gonadenfelder in acht Felder unterteilen können. Die Meduse besitzt zwei bis vier kopfförmige randliche Tentakel, deren Köpfe auch seitlich verzweigt sein können. Die randlichen Knospen umklammern den Rand des Schirms und sind mit adaxialen halbkugeligen Vorsätzen versehen, die mit Nesselzellen bewehrt sind. Ocellen können entweder auf den randlichen Knospen sitzen, oder auf den proximalen Teilen der Tentakel.

## Geographische Verbreitung und Lebensraum
Die Vertreter der Familie kommen vor Neuguinea (Südwestpazifik), im östlichen Indischen Ozean, und im Nord- und Südatlantik vor.

## Systematik
Derzeit werden der Familie zwei Gattungen zugeordnet:
- Familie Zancleopsidae Bouillon, 1978
  - Gattung Dicnida Bouillon, 1978
    - Dicnida rigida Bouillon, 1978

  - Gattung Zancleopsis Hartlaub, 1907
    - Zancleopsis dichotoma (Mayer, 1900)
    - Zancleopsis elegans Bouillon, 1978
    - Zancleopsis gotoi (Uchida, 1927)
    - Zancleopsis symmetrica Bouillon, 1985
    - Zancleopsis tentaculata Kramp, 1928

### Online
- Hydrozoa Directory (Memento vom 27. September 2012 im Internet Archive)